# Grevillea hockingsii
Grevillea hockingsii là một loài thực vật có hoa trong họ Quắn hoa. Loài này được Molyneux & Olde miêu tả khoa học đầu tiên năm 1994.